# 가평 (남량)
가평(嘉平)은 중국 남량(南凉) 경왕(景王)의 두 번째 연호이자 남량의 마지막 연호이다. 408년 11월에서 414년 6월까지 6년 8개월 동안 사용하였다. 406년경부터 독발녹단(禿髪傉檀)은 사실상 후진으로부터 독립하여 국가를 이룩하였으며 408년 11월에 개원하였다. 414년 6월, 서진(西秦)에게 항복하면서 폐지되었다.
같은 시기에 사용된 다른 연호로는 동진(東晉)에서 사용한 의희(義熙 : 405년 ~ 418년), 후진(後秦)에서 사용한 홍시(弘始 : 399년 ~ 416년), 서진(西秦)에서 사용한 경시(更始 : 409년 ~ 412년), 영강(永康 : 412년 ~ 419년), 북량(北凉)에서 사용한 영안(永安 : 401년 ~ 412년), 현시(玄始 : 412년 ~ 428년), 남연(南燕)에서 사용한 태상(太上 : 405년 ~ 410년), 서량(西凉)에서 사용한 건초(建初 : 405년 ~ 417년), 하(夏)에서 사용한 용승(龍昇 : 407년 ~ 413년), 봉상(鳳翔 : 413년 ~ 418년), 북연(北燕)에서 사용한 정시(正始 : 407년 ~ 409년), 태평(太平 : 409년 ~ 430년), 북위(北魏)에서 사용한 천사(天賜 : 404년 ~ 409년), 영흥(永興 : 409년 ~ 413년), 신서(神瑞 : 414년 ~ 416년)가 있다.

## 연대대조표
| 가평                | 원년            | 2년                 | 3년        | 4년        | 5년                  | 6년                 | 7년             |
| 서력                | 408년           | 409년               | 410년      | 411년      | 412년                | 413년               | 414년           |
| 육십간지 (六十干支) | 무신(戊申)      | 기유(己酉)          | 경술(庚戌) | 신해(辛亥) | 임자(壬子)           | 계축(癸丑)          | 갑인(甲寅)      |
| 동진 (東晉)         | 의희(義熙) 4년  | 5년                 | 6년        | 7년        | 8년                  | 9년                 | 10년            |
| 후진 (後秦)         | 홍시(弘始) 10년 | 11년                | 12년       | 13년       | 14년                 | 15년                | 16년            |
| 서진 (西秦)         | -               | 경시(更始) 원년     | 2년        | 3년        | 4년 영강(永康) 원년  | 2년                 | 3년             |
| 북량 (北凉)         | 영안(永安) 8년  | 9년                 | 10년       | 11년       | 12년 현시(玄始) 원년 | 2년                 | 3년             |
| 남연 (南燕)         | 태상(太上) 4년  | 5년                 | 6년        | -          | -                    | -                   | -               |
| 서량 (西凉)         | 건초(建初) 4년  | 5년                 | 6년        | 7년        | 8년                  | 9년                 | 10년            |
| 하 (夏)             | 용승(龍昇) 2년  | 3년                 | 4년        | 5년        | 6년                  | 7년 봉상(鳳翔) 원년 | 2년             |
| 북연 (北燕)         | 정시(正始) 2년  | 3년 태평(太平) 원년 | 2년        | 3년        | 4년                  | 5년                 | 6년             |
| 북위 (北魏)         | 천사(天賜) 5년  | 6년 영흥(永興) 원년 | 2년        | 3년        | 4년                  | 5년                 | 신서(神瑞) 원년 |

## 같이 보기
- 다른 왕조의 같은 연호
  - 조위(曺魏) 가평(249년 ~ 254년)
  - 전조(前趙) 가평(311년 ~ 315년)

- 중국의 연호

| 이전 연호 홍창(弘昌) | 중국의 연호 남량(南凉) | 다음 연호 - |